# Druckluftwaffe

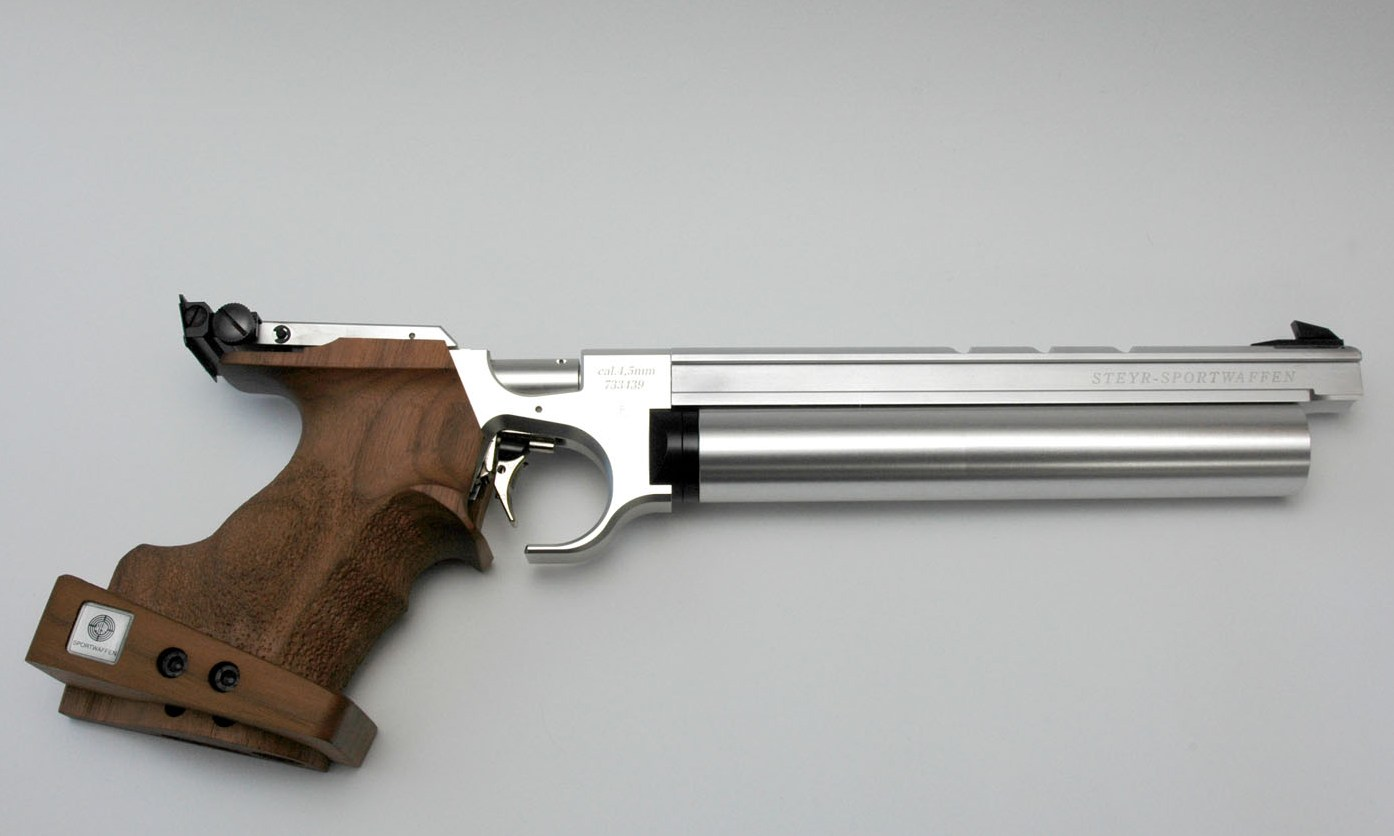
Moderne Wettkampfdruckluftpistole

Im Allgemeinen sind Druckluftwaffen Schusswaffen, in denen ein Geschoss durch das Ausbreitungsbestreben eines unter erhöhtem Druck stehenden Gasvolumens angetrieben wird. Der Druck kann im Moment der Schussabgabe mechanisch erzeugt, als Teil des Ladevorgangs aufgebaut oder aus einem Vorratsbehälter entnommen werden. Je nach Mechanik oder verwendetem Gas unterteilt man Druckluftwaffen in vier Kategorien.
Bei Federdruckwaffen treibt eine durch eine Hebelmechanik vorgespannte Feder einen Kolben durch einen Zylinder. Dabei komprimiert der Kolben die im Zylinder befindliche Luft, die dann wiederum das Geschoss antreibt. Der „Prellschlag“ genannte schlagartige Stop des Kolbens am Zylinderende erzeugt Bewegungen in der Waffe, die das Trefferbild verschlechtern.
Bei vorkomprimierenden Waffen wird die Luft schon im Vorfeld durch die direkt auf den Kolben wirkende Hebelmechanik gegen ein Ventil verdichtet. Da nur noch dieses Ventil bei der Schussabgabe geöffnet wird, entsteht kein Prellschlag.
Die umgangssprachlich Pressluftwaffe bezeichnete Weiterentwicklung kommt ohne Hebelmechanik an der Waffe aus und verwendet einen zuvor mittels Luftpumpe oder Kompressor befüllten Vorratstank, aus dem vor jedem Schuss eine definierte Luftmenge „geladen“ wird.
Nach dem gleichen Prinzip funktionieren Druckgaswaffen, die aber ein kaltes Treibgas (z. B. Kohlendioxid CO2) verwenden. Da der Druck in der Gas-Kapsel von der Umgebungstemperatur und dem Füllstand abhängt, sind Druckgaswaffen weniger konstant als Pressluftwaffen.
Alle vier Systeme werden als Luftgewehr oder Luftpistole subsumiert.
Technisch unkorrekt ist die Bezeichnung Luftdruckwaffe, da unter Luftdruck der hydrostatische Druck der Luft und nicht Druckluft zu verstehen ist.

## Geschichte
Die ersten bekannten Entwürfe für Druckluftwaffen stammen von dem Griechen Ktesibios (285–222 v. Chr.). Die älteste erhaltene Luftpistole, gebaut um 1580, wird im Stockholmer Livrustkammaren aufbewahrt. Eine größere Verbreitung gab es seit dem 17. Jahrhundert. Die Entwicklung verlief parallel zu den Feuerwaffen. Zur Zeit der Napoleonischen Kriege wurden Luftgewehre (damals als Windbüchsen bezeichnet) unter anderem von Tiroler Freiheitskämpfern gegen französische und bayerische Besatzer mit Erfolg eingesetzt. Auch Österreich setzte sie bei einigen militärischen Einheiten ein. Diese Schusswaffen waren zum Teil mit Schnelllade-Vorrichtungen ausgerüstet und – dank gezogener Läufe – sehr präzise. Derartige Luftgewehre (zum Beispiel die Girandoni-Windbüchse, entwickelt vom Tiroler Bartolomeo Girardoni) waren auch als Jagdwaffen ernst zu nehmen. Sie wurden zum Beispiel zur Jagd auf Schalenwild (Paarhufer wie Reh, Gams oder Hirsch) genutzt. Wegen ihres geringen Mündungsknalls waren diese Windbüchsen vor allem bei Wilderern und bei Guerilla-Kämpfern beliebt; ihr Besitz wurde deswegen zeitweise unter Strafe gestellt.

## Technik

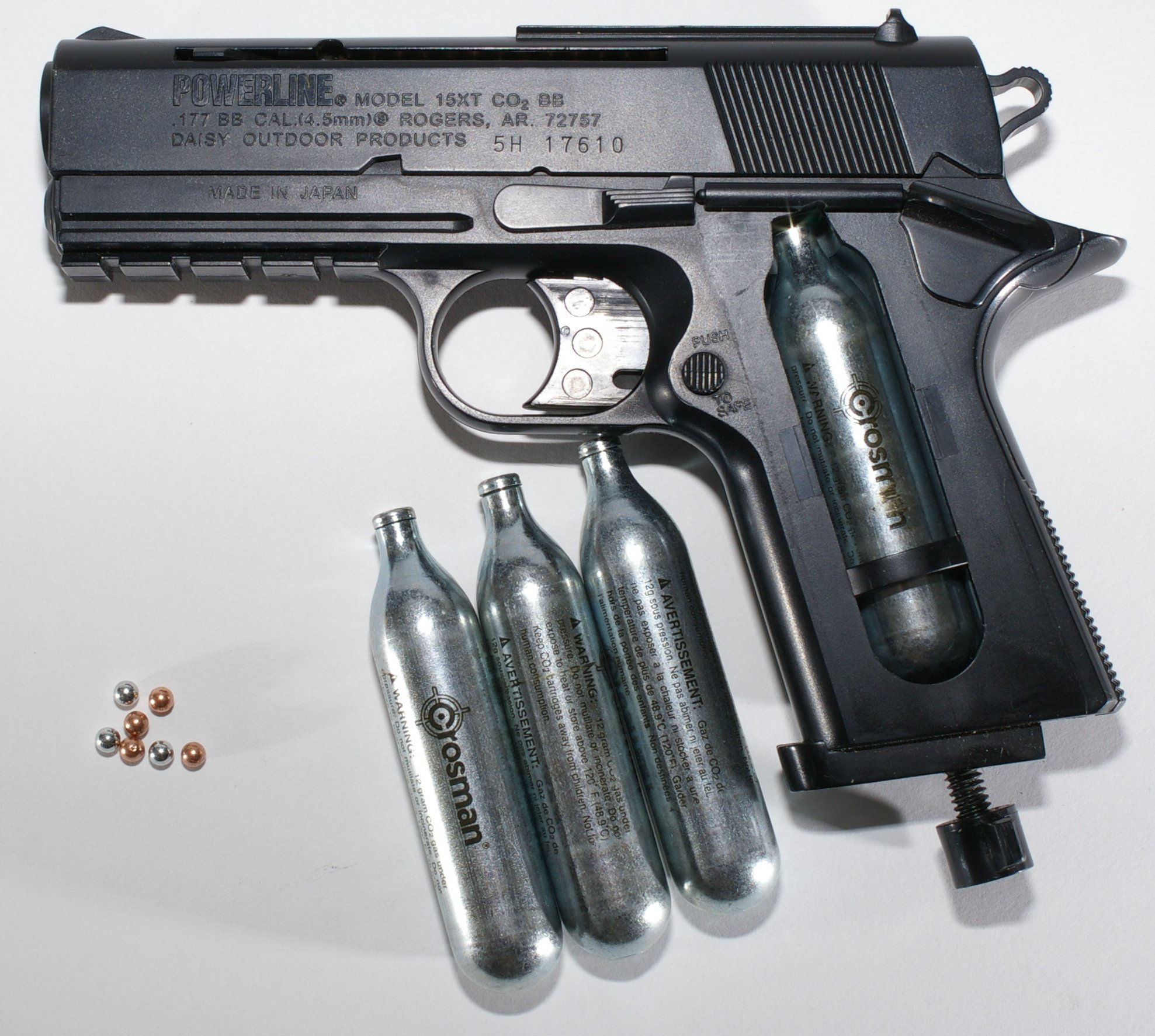
CO_{2}-Pistole mit Kugeln, Einwegkapseln

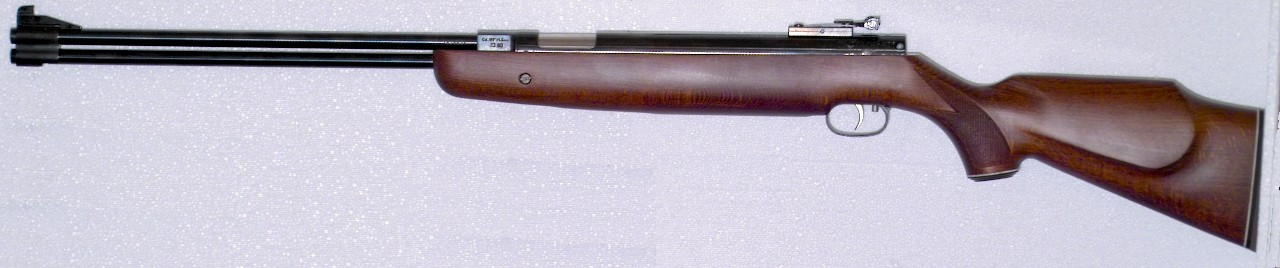
Federdruckluftgewehr

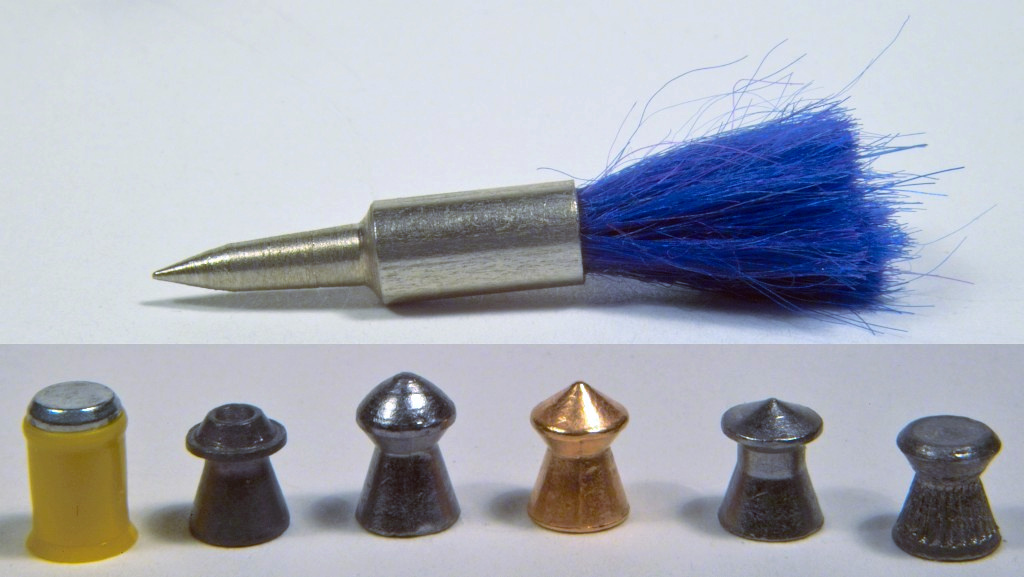
Munition für Luftgewehr und -pistole

Bei Druckluftwaffen wird Luft mittels Luftpumpe oder Abfüllung aus einer Druckluftflasche in einem wiederverwertbaren Druckbehälter komprimiert und bei einem Druck von bis zu 200, teilweise auch 300 bar gespeichert. Der Druckbehälter wird über einen Schraubanschluss, der mit einem Dichtungsring ausgerüstet ist, an das Drucksystem der Waffe angeschraubt. Aus dem Druckbehälter wird vor jedem Schuss eine definierte Luftmenge an einen zweiten Druckbehälter abgegeben. Dabei wird der Arbeitsdruck über einen Druckminderer reduziert. So werden für jeden Schuss die gleichen Druckverhältnisse geschaffen. Im Moment der Schussabgabe wird über den Abzug ein Ventil betätigt, das die zwischengespeicherte Luftmenge freigibt. Diese treibt das Geschoss durch den Lauf der Waffe.
Bei Druckgaswaffen wird ein kaltes Gas wie zum Beispiel verflüssigtes Kohlendioxid (CO2) meist in einer auch im Lebensmittelbereich genutzten Einwegkapsel gespeichert. Diese Kapsel wird in einer dafür vorgesehenen Aussparung im Griffstück (Luftpistole) bzw. im Schaft (Luftgewehr) eingesetzt, mit einer Klemmvorrichtung fest eingespannt und dabei durch einen Hohldorn angestochen, über den das Gas in das Drucksystem der Waffe einströmen kann. Wie bei Druckluftwaffen wird im Moment der Schussabgabe über den Abzug ein Ventil betätigt, das CO2 kurzzeitig freigibt, das das Geschoss durch den Lauf treibt. Da der Druck in der CO2-Kapsel in Abhängigkeit von der Außentemperatur sowie vom Füllstand schwankt, sind Druckgaswaffen weniger präzise als Druckluftwaffen.
Bei Federdruckwaffen wird durch Abknicken des Laufes bzw. Spannen eines unter dem Lauf oder seitlich davon angebrachten Hebels ein Kolben in einem Zylinder gegen eine Schraubenfeder gespannt und arretiert. Im Moment der Schussabgabe wird über den Abzug die Arretierung gelöst, so dass die gespannte Feder den nach hinten abgedichteten Kolben durch den Zylinder treibt. Das vor der Kolbendichtung entstehende Luftpolster treibt das Geschoss durch den Lauf. Der Kolben wird am Ende der Bewegungsstrecke durch die Federspannung gegen die Zylinderwand geschlagen. Dieser Schlag wird Prellschlag genannt. Er wirkt sich nachteilig auf die Präzision der Federdruckwaffen aus. Ein starker Prellschlag kann aufgrund der wiederholten mechanischen Belastungen zur Beschädigung eines auf dem System (Zylinder mit Kolben und Abzug) montierten Zielfernrohrs führen.
Zur Dämpfung des Prellschlags von Federdruckwaffen wird entweder das System vom Schaft entkoppelt (z. B. Feinwerkbau 300) oder ein Doppelkolbensystem verwendet, bei dem zwei Kolben im System in entgegengesetzte Richtungen laufen und so den Prellschlag kompensieren (z. B. Diana 75).
Der Rückstoß von Luftgewehren und Luftpistolen, mit einer Geschossenergie von <7,5 Joule, ist aufgrund der sehr geringen Geschossmasse und des relativ geringen Gasdrucks zu vernachlässigen.
Bei „offenen“ Druckluftwaffen, mit Geschoßenergien bis zu 610 Joule, ist der Rückstoß entsprechend von Projektilwaffen mit vergleichbarer Leistung.
Als Munition für Luftgewehre und Luftpistolen kommen Federbolzen, Rundkugeln und Diabolos zum Einsatz. Letztere sind heute allgemein üblich, da sie die größte Schusspräzision versprechen. Das gebräuchlichste Kaliber ist 4,5 mm (.177). Daneben werden Luftgewehre und Luftpistolen auch im Kaliber 5,5 mm (.22) hergestellt. Selten sind die Kaliber 6,35 mm (.25) und 5 mm (.20). Für Druckluftwaffen mit höheren Geschoßenergien (>7,5 Joule) kommen auch die Kaliber 6,5 mm (.257), 7,62 mm (.308), 9 mm (.357), 11,5 mm (.457) und 12,7 mm (.50) zum Einsatz.

## Waffenrechtliche Bestimmungen

### Deutschland
In Deutschland unterliegen Druckluftwaffen, Druckgaswaffen und Federdruckwaffen dem Waffengesetz (WaffG), das den Umgang mit ihnen beschränkt. Zum 24. Juli 2025 wurden die Regelungen verschärft; der folgende Abschnitt gibt den bisherigen Rechtsstand wider.

#### Erwerb und Besitz

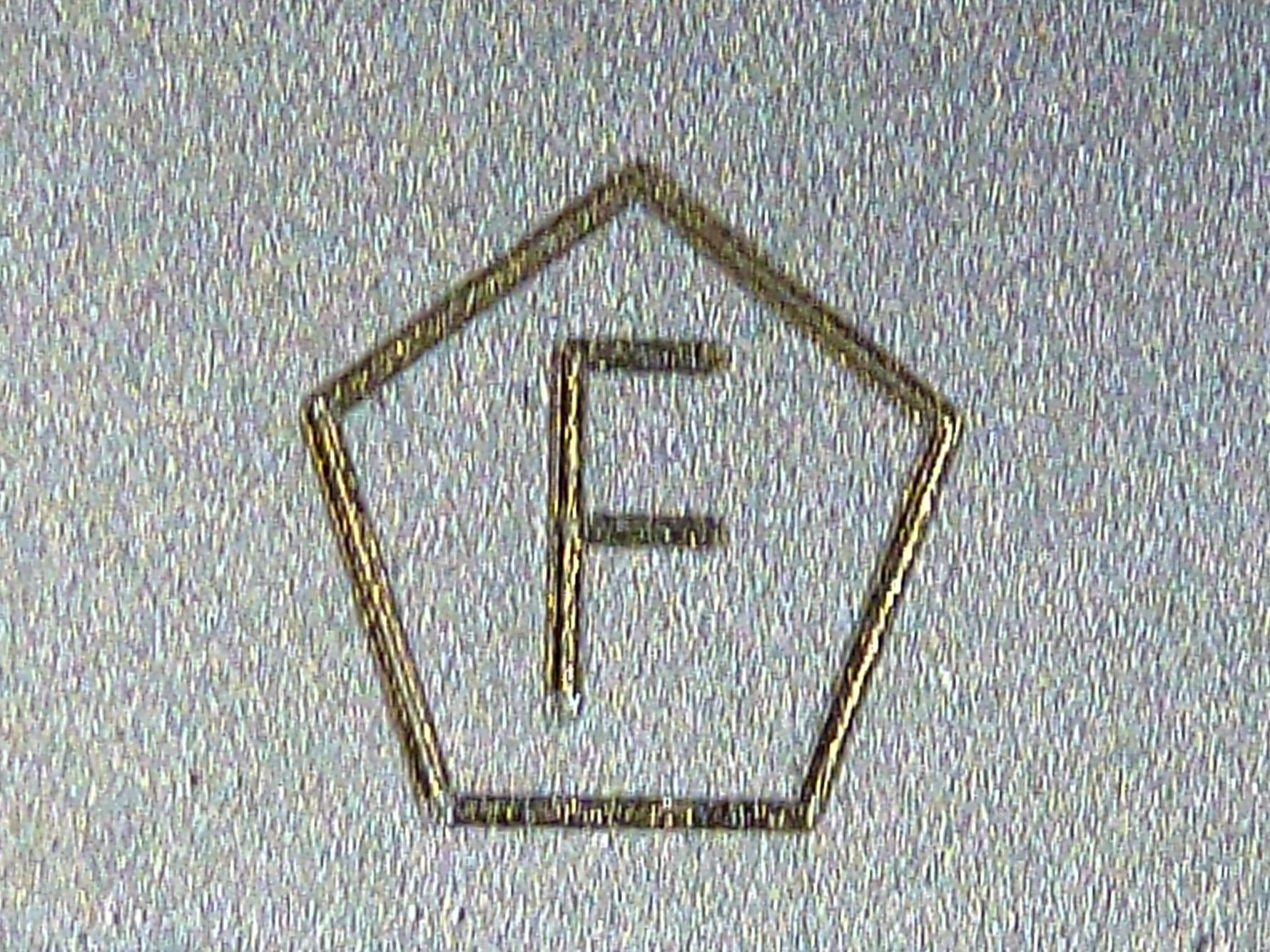
Kennzeichnung erlaubnisfreier Waffen (seit 1. Januar 1970)

Unter Erwerb wird die Erlangung, unter Besitz die Ausübung der tatsächlichen Gewalt über eine Druckluftwaffe verstanden.:Anlage 1, Abschnitt 2, Nr. 1 und 2
Erwerb und Besitz von Druckluftwaffen, Druckgaswaffen und Federdruckwaffen sind nur dann erlaubnisfrei, wenn
- sie den Geschossen eine Bewegungsenergie (Mündungsenergie) nicht größer als 7,5 Joule erteilen[6]:Anlage 2, Abschnitt 2, Unterabschnitt 2, Nr. 1.1 und dauerhaft mit einem F in einem Fünfeck (siehe nebenstehendes Bild) gekennzeichnet sind[7] oder
- sie vor dem 1. Januar 1970 hergestellt und entsprechend den damals geltenden Bestimmungen in den Handel gebracht worden sind[6]:Anlage 2, Abschnitt 2, Unterabschnitt 1, Nr. 1.2 oder
- vor dem 2. April 1991 auf dem Gebiet der DDR hergestellt und entsprechend den damals dort geltenden Bestimmungen in den Handel gebracht worden sind[6]:Anlage 2, Abschnitt 2, Unterabschnitt 1, Nr. 1.2

Luftgewehre und Luftpistolen, die keines dieser Kriterien erfüllen, sind erlaubnispflichtig. Die behördliche Erlaubnis ist für jede erlaubnispflichtige Waffe in der Waffenbesitzkarte zu dokumentieren.:§ 10 (1)
Voraussetzung für den Erwerb und Besitz von erlaubnisfreien und erlaubnispflichtigen Druckluftwaffen, Druckgaswaffen und Federdruckwaffen ist die Vollendung des 18. Lebensjahres.:§ 2 (1)
Die Geschosse für Druckluftwaffen unterliegen keinen waffenrechtlichen Bestimmungen.

#### Schießen
Das Schießen mit erlaubnisfreien Druckluftwaffen, Druckgaswaffen und Federdruckwaffen ist sowohl auf behördlich zugelassenen Schießständen als auch auf umfriedeten Grundstücken erlaubt, wenn die Erlaubnis des Eigentümers vorliegt und sichergestellt ist, dass die Geschosse das Grundstück nicht verlassen können.:§ 12 (4) 1. a)

#### Führen
Unter Führen wird die Ausübung der „tatsächlichen Gewalt“ über eine Schusswaffe außerhalb der eigenen Wohnung, des eigenen umfriedeten Grundstückes oder eines Schießstandes verstanden.:Anlage 1, Abschnitt 2, Nr. 4 Wenn eine behördliche Erlaubnis zum Führen einer Schusswaffe vorgeschrieben ist, wird diese mit einem Waffenschein erteilt.:§ 10 (4)
Druckluftwaffen, Druckgaswaffen und Federdruckwaffen sind nicht von der Erlaubnis zum Führen befreit.:Anlage 2, Abschnitt 2, Unterabschnitt 1, Nr. 3
Für erlaubnisfreie Luftgewehre und Luftpistolen wird grundsätzlich kein Waffenschein ausgestellt, so dass das Führen solcher Schusswaffen lediglich theoretisch für Inhaber eines Jahresjagdscheines während der befugten Jagdausübung erlaubt ist.:§ 13 (6)

### Österreich
Das WaffG ordnet Druckluftwaffen mit einem Kaliber von 6 mm und mehr der Kategorie C zu (§ 2). Solche Waffen sind meldepflichtig, jedoch nicht genehmigungspflichtig.
Bei Kaliber unter 6 mm fallen sie unter § 45 (minderwirksame Waffen).

### Schweiz
In Schweiz unterliegen Druckluftwaffen, Druckgaswaffen und Federdruckwaffen dem Waffengesetz (WG), das den Besitz und Erwerb regelt.

#### Erwerb und Besitz
Im Schweizerischen Waffengesetz und der Waffenverordnung werden alle Anscheinswaffen und Druckluftwaffen, welche mit echten Feuerwaffen verwechselt werden können, als Waffen gemäß Waffengesetz behandelt. Der Erwerb von Druckluftwaffen ist ab dem achtzehnten Geburtstag mit schriftlichen Vertrag gestattet. Das Tragen (Führen) der Druckluftwaffen im öffentlichen Raum ist verboten. Alle Druckluftwaffen mit mehr als 7,5 J sind nur mit schriftlichem Vertrag und ab 18 Jahren übertragbar. Der Vertrag muss 10 Jahre aufbewahrt werden. Für Druckluftwaffen, welche mit echten Waffen verwechselt werden können, gilt ebenfalls ein Erwerb ab 18 Jahren und mit schriftlichem Vertrag. Diese Regelung führt dazu, dass de facto alle Druckluftwaffen, gleich welcher Abschussenergie, nur ab 18 Jahren und mit schriftlichem Vertrag erworben werden können. Die Projektile fallen nicht unter das Waffengesetz, da diese per Definition des WG keine Munition sind.

## Verwendung
Luftgewehre und -pistolen, insbesondere Druckluftwaffen und Federdruckwaffen, werden heute in erster Linie als Sportgeräte verwendet. Luftgewehr- und Luftpistolenschießen sind olympische Disziplinen. Einfachere Modelle werden für das gelegentliche Schießen als Freizeitbeschäftigung (unter anderem bei Schießbuden auf dem Jahrmarkt) benutzt. Erlaubnispflichtige Luftgewehre kommen unter anderem beim Field Target zum Einsatz.
Tierärzte und Zoologen verschießen mit Druckluftwaffen Betäubungspfeile.
Softairwaffen sind spezielle Druckluftwaffen zum Verschießen von Plastikkugeln beim taktischen Geländespiel Airsoft. Diese fallen nicht unter das Waffengesetz, sofern die Mündungsenergie der Geschosse nicht größer als 0,5 Joule ist:Anlage 2, Abschnitt 3, Unterabschnitt 1, Nr. 1 und werden als Spielzeug betrachtet. Softairwaffen, deren Geschossenergie zwischen 0,51 und 7,5 Joule liegt, fallen unter das Waffengesetz. Für sie gelten die gleichen Regelungen wie für erlaubnisfreie Druckluftwaffen.
Paintballwaffen sind ebenfalls spezielle Druckluftwaffen, sogenannte Markierer, die entweder mit Druckluft oder CO2 betrieben werden und mit Lebensmittelfarbe gefüllte Gelatinekugeln (die sogenannte Paint) verschießen. Da die Mündungsenergie ihrer Geschosse zwischen 0,51 und 7,5 Joule liegt, fallen auch sie unter das Waffengesetz. Auch hier gelten die gleichen Regelungen wie für erlaubnisfreie Druckluftwaffen.
Eine militärische Verwendung von Druckluftwaffen ist selten. So funktionierten die Kanonen des Kreuzers USS Vesuvius nach diesem Prinzip. Im Ersten Weltkrieg wurde von Frankreich ein druckluftbetriebener Mörser verwendet. Im Zweiten Weltkrieg hat Großbritannien den ebenfalls druckluftbetriebenen Holman Projector als eine Flugabwehrkanone eingeführt.

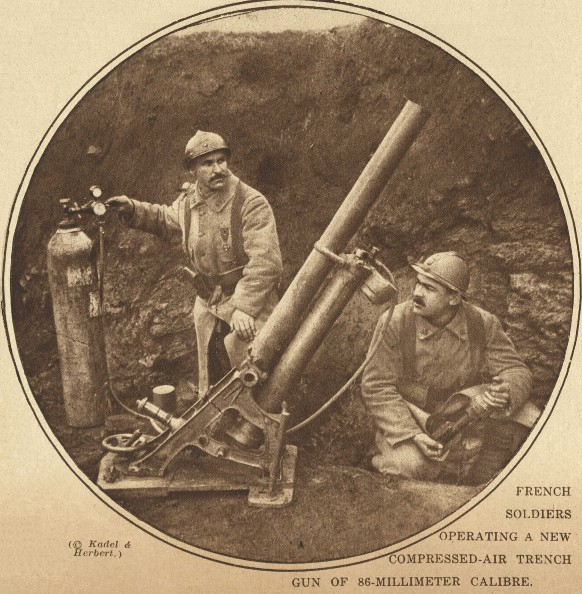
Seltener Druckluft-Mörser. Frankreich, 1918.
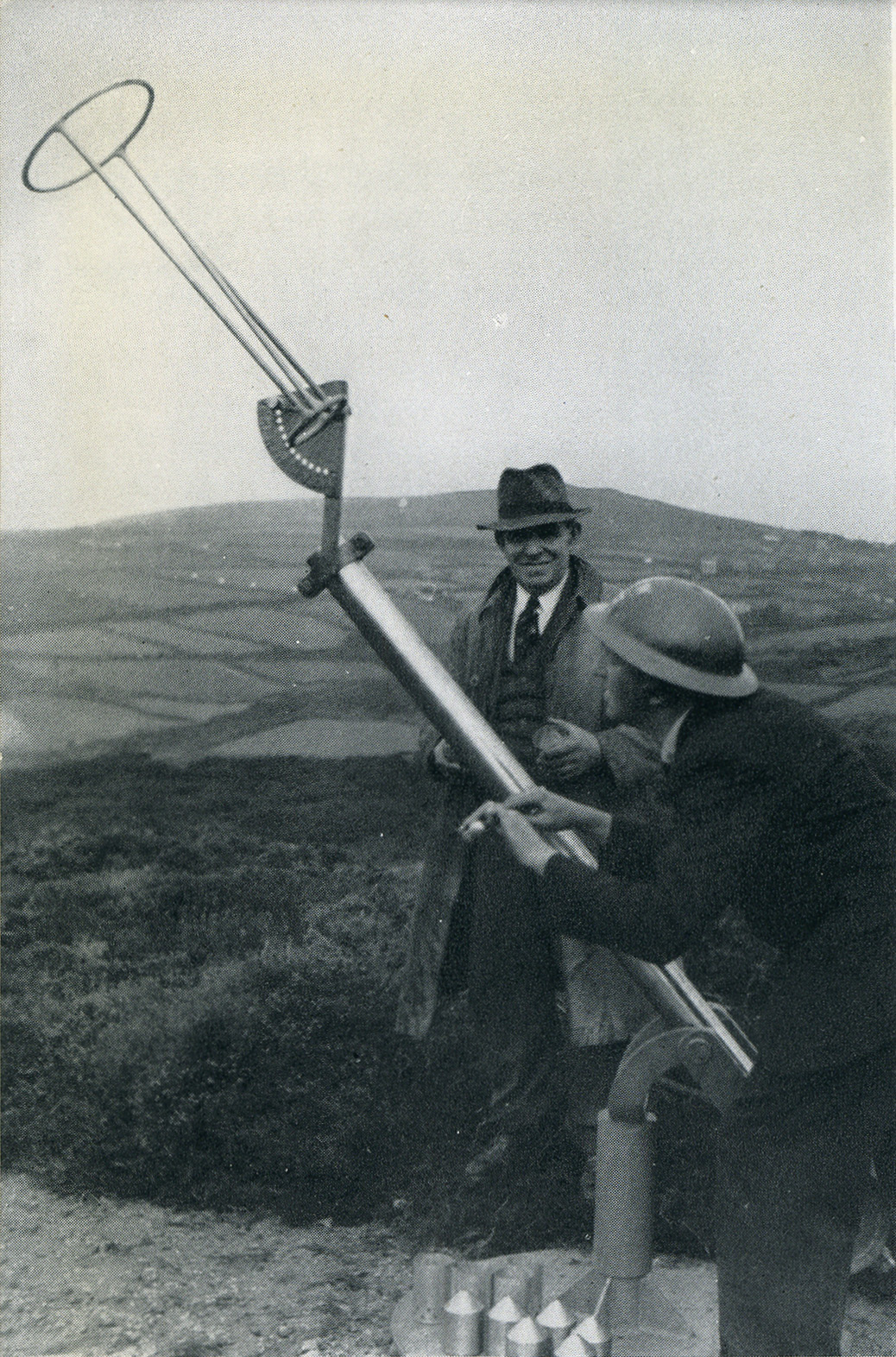
Holman Projector. England, 1940/41.